# Monestir de Corbii de Piatră
El monestir Corbii de Piatră és un monestir de Romania situat al poble de Jgheaburi, a la comuna de Corbi (comtat d'Argeș). El monestir és un conjunt rupestre del segle XIV, restablert el 1512, durant el regnat de Neagoe Basarab (1512 - 1521).

## L'església
L'església del monestir està excavada a la roca (gres). Al costat de l'església, també excavada a la roca, hi ha el refectori del monestir, el menjador del monestir, un espai esculpit a la roca al seu torn, que segons la tradició va ser utilitzat per Neagoe Basarab com a tribunal a l'aire lliure per dictar sentències. Es troba a 400 m del centre de la comuna de Corbi, a la riba esquerra del riu Doamnei (comtat d'Argeș). Aquesta localitat està certificada com el lloc de naixement dels corvinistes. Actualment, a la zona encara es poden veure les ruïnes del castell de Voicu, pare de Ioan de Hunedoara. L'església rupestre de Corbii de Piatră va ser excavada a la paret massiva de roca, d'uns 30 metres d'alçada i 14,5 metres de llarg.
La primera atestació documental és el 23 de juny de 1512, però hi ha informació definitiva que l'església existia abans d'aquesta data. El 23 de juny de 1512, la monja Magdalina – musa, filla i esposa de boiers, propietària hereditària de la finca de Corbii, va establir el monestir de Corbii de Piatră. El santuari estava dedicat a l'Assumpció i estava dedicat al príncep Neagoe Basarab. Així, el lloc restableix la condició de monestir reial.

## Restauració
El 1897, durant el servei de la Resurrecció, el mur occidental de la nau es va esfondrar sense ferir ningú. L'estiu del mateix any, els fidels van portar alguns talladors de pedra italians d'Albeștii de Muscel per reconstruir el mur col·lapsat. L'església és especialment valuosa, no només per la forma en què es va implantar a la roca, sinó també per la pintura que l'adorna, que segons els experts és de la més pura tradició romana d'Orient, que data del segle xiv o fins i tot anterior. El santuari també era conegut a l'antiguitat com el monestir de Meriș.
Inicialment, l'església tenia 2 altars d'una sola nau, una característica que fa que l'església rupestre sigui única a Romania.
La possibilitat que alguns dels altars havien proposat de ser catòlica és pura fantasia. Tots dos altars eren ortodoxos i es van fer en la més pura tradició romana d'Orient. De fet, l'església està relacionada tipològicament amb el grup d'esglésies rupestres de Capadòcia, l'arquitectura de l'església que deriva tipològicament de les esglésies de sala, amb dos altars, dedicats a un doble patró, característiques del món romà d'Orient del segle XV. X.
Sobre el mur occidental de l'església rupestre hi ha una creu llatina amb un capitell piramidal desmuntable del 1761. Aproximadament 280 metres de l'església és la pedra i la roca de la Corbean Zdrelea fora de la llei.
La monja Magdalina, la fundadora restauradora del lloc de Corbii de Piatră com a assentament monàstic, era la tia del voivoda Neagoe Basarab. Aquesta connexió de parentiu fa que ja no sembli sorprenent l'adoració sorpresa del monestir, pocs mesos després de la reobertura, al príncep Neagoe.
El monestir es va obrir de nou el 2003 i des de llavors s'han celebrat oficis diaris segons l'ordre monacal.